# Wilhelm Stuckart
Wilhelm Stuckart (Wiesbaden, Alemania, 16 de noviembre de 1902 - 15 de noviembre de 1953) fue un político y abogado alemán, afiliado al nazismo, quien se desempeñó como funcionario del Ministerio del Interior del Tercer Reich y aportó ideas en la Conferencia de Wannsee para facilitar el Holocausto.

## Biografía

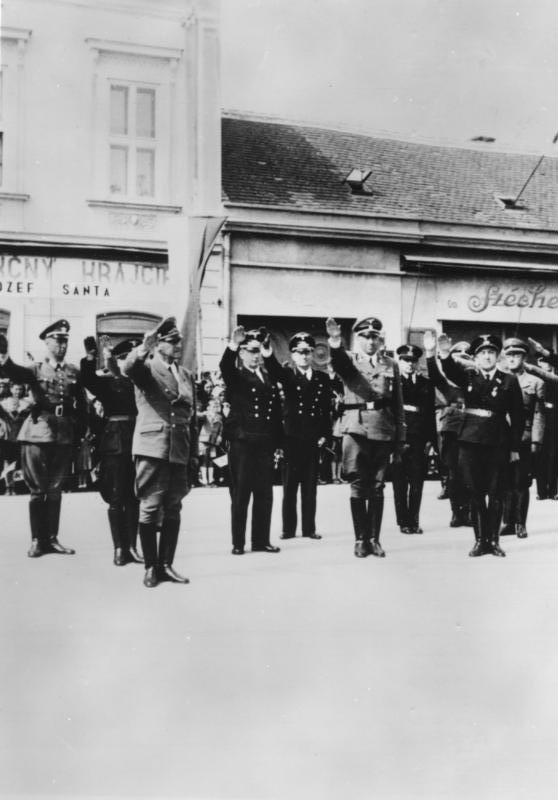
Los líderes nazis Stuckart, Wilhelm Frick y Globke, en Bratislava, 1941

Stuckart nació en Wiesbaden, hijo de un empleado de ferrocarriles, en una familia de tradición cristiana. Desde su juventud Stuckart se mostró partidario de la extrema derecha y en 1919 se unió al Freikorps del militar veterano Franz Ritter von Epp para luchar contra la ocupación francesa del Ruhr. En 1922 Stuckart estudió Derecho y economía política en las universidades de Múnich y Fráncfort del Meno y en diciembre del mismo año se unió al Partido Nazi, al cual se mantuvo afiliado hasta que dicho partido quedó proscrito tras el putsch de 1923. En 1924 Stuckart trabajó para una entidad bancaria tras abandonar temporalmente sus estudios, pero en 1928 logró graduarse y consiguió pasar el examen para ejercer la abogacía en 1930. 
Ejerciendo la abogacía fue designado juez de distrito desde 1930 y en esa fecha reinicia su vínculo con el NSDAP, aunque sin inscribirse formalmente, pues lo prohibía su condición de juez. Entre 1932 y 1934, Stuckart fue asesor legal de la SA en Stettin, Pomerania) y se inscribió oficialmente en ella desde 1932; tras una recomendación de Heinrich Himmler, Stuckart se unió a la SS el 16 de diciembre de 1933, alcanzando el rango de SS-Obergruppenführer en 1944. 

### Durante el Tercer Reich
Si bien los antecedentes políticos de Stuckart no eran brillantes, su dedicación devota al movimiento nazi le permitió insertarse en la élite de la administración pública del Tercer Reich. Así, tras el ascenso de Hitler al poder en enero de 1933, Stuckart fue designado alcalde y comisionado estatal en Stettin, llegando a ser ministro del gobierno de Prusia el 30 de junio del mismo año.  Tras discrepancias con otros burócratas, Stuckart se trasladó a Darmstadt, donde trabajó como presidente de la corte del distrito por unas semanas, hasta que el 7 de marzo de 1935 empezó a trabajar en el Ministerio del Interior del Reich como especialista de la «División 1», encargada de derecho constitucional, ciudadanía y leyes raciales, allí redactó la «Ley para la protección de la honra y sangre alemanas» y la «Ley de ciudadanía del Reich» que servirían de base para las Leyes de Núremberg aprobadas el 15 de setiembre de 1935. El 18 de agosto de 1939 Stuckart redactó y firmó el decreto sobre «Obligación de Reportar Neonatos Deformes», que sustentó el programa nazi de eutanasia sobre niños; en 1941 el propio hijo de Stuckart recién nacido con síndrome de Down sería víctima de este programa.
Tras el triunfo alemán en la Batalla de Francia, Stuckart redactó el «Generalplan West» destinado a ejecutar una política de largo plazo con la cual se debilitaría decisivamente a Francia, anexando ciertas regiones a Alemania, como se hizo con Alsacia y Lorena, e imponiendo una brutal germanización de otras regiones del norte y este de Francia que hubieran estado ligadas al Sacro Imperio Romano Germánico o que fueran de utilidad económica para Alemania, reemplazando a la población local con colonos alemanes, hasta que Francia quedase reducida a sus fronteras medievales. 
En enero de 1942 Stuckart representó al Ministro del Interior, el nazi Wilhelm Frick, en la Conferencia de Wannsee que impuso la «Solución final» del «problema judío en Alemania» mediante el exterminio masivo de los judíos, dando origen al Holocausto. En dicha conferencia y sus continuaciones de marzo de 1942, Stuckart requirió que los Mischlinge de primer grado (alemanes con un máximo de dos abuelos judíos) debían ser esterilizados por la fuerza hasta que se «extinguieran naturalmente», con el fin que los enemigos del Reich no aprovecharan su «carga genética alemana», siendo recomendable exterminar a los Mischlinge de otros grados.

### Teorizaciones legales
Dentro de sus funciones legales, Stuckart destacó como teórico de las normas jurídicas del Reich imponiendo como criterio que las leyes en la Alemania nazi deberían estar siempre basadas en el concepto de «comunidad nacional» o Volksgemeinschaft a la cual estaban ligados todos los alemanes étnicos por vínculos raciales. Partiendo de esta premisa, Stuckart alegaba que el individuo no era miembro de una sociedad, pues esta idea era tachada de marxista, sino que el individuo era integrante de una «nación» mediante la cual dicho individuo adquiría (o perdía) ciertos derechos. Los intereses de la Volksgemeinschaft debían predominar sobre los propios derechos del individuo, mientras que los individuos ajenos a la Volksgemeinschaft debían ser percibidos como un peligro para la misma, siendo necesario que tales sujetos quedaran privados de derechos. Estas ideas fueron la base de las Leyes raciales del nazismo. 
Otras teorizaciones legales de Stuckartt indicaban que la administración pública del Reich debería mantener un sistema de coordinación y cooperación con el Partido Nazi, de forma que el burócrata no se limitase a servir de ejecutor de decisiones administrativas, sino ser un «creador político y económico» dentro de la ideología nazi, transformando la burocracia en un aparato de liderazgo político.

### Últimos años
Tras la caída de Berlín en abril de 1945, Stuckart fue convocado por el almirante Karl Dönitz para formar parte del efímero Gobierno de Flensburgo como Ministro del Interior. Tras disolverse este nunca reconocido «gobierno», Stuckart fue arrestado por los británicos y sometido a proceso por promover el Holocausto desde su cargo ministerial, siendo sentenciado a prisión. Fue liberado en abril de 1949. En 1951 una corte alemana de desnazificación lo tachó de compañero de ruta del nazismo, pero no como líder ni ideólogo del Tercer Reich. 
Tras quedar libre, Stuckart consiguió trabajo en Helmstedt como tesorero municipal, pero murió el 15 de noviembre de 1953 en un accidente de automóvil, sin que se hubiera descubierto que dicho evento fuese provocado por algún grupo antinazi, pese a las sospechas iniciales sobre ello.